# 依法韋侖/拉米夫定/替諾福韋
依法韋侖/拉米夫定/替諾福韋（英語：Efavirenz/lamivudine/tenofovir，或簡稱為EFV/3TC/TDF），以Symfi等品牌於市面上銷售，是一種用於治療愛滋病的固定劑量複方抗反轉錄病毒藥物。此藥物由依非韋倫（非核苷反轉錄酶抑制劑（NNRTI））、拉米夫定（核苷酸反轉錄酶抑制劑（NRTI））和替諾福韋二吡呋酯（核苷酸反轉錄酶抑制劑（NRTI））三種成分組成。截至2019年，此藥物被世界衛生組織（WHO）列為多替拉韋/拉米夫定/替諾福韋（複方抗反轉錄病毒藥物）的一線替代選擇。.
此藥物透過口服方式給藥。
此藥物已被列入世界衛生組織基本藥物標準清單之中。它於2014年在美國獲得初步批准用於醫療用途，並於2018年2月獲得正式批准。此藥物的可用性和重要性得到非政府組織無國界醫生的支持。市面上已有此藥物的通用名藥物流通。

## 副作用
使用此藥物的副作用有關節痛、嗜睡、頭痛、憂鬱、睡眠困難和搔癢。嚴重的副作用有憂鬱、精神病或無菌性骨壞死。[對於有癲癇病史的人，可能會增加發作的頻率。對於那些有腎臟問題的人也應更加謹慎。個體在懷孕期間使用似乎對於胎兒並不安全。
停用此藥物可能會導致B型肝炎惡化。醫生會在個體開始使用此藥物之前和治療期間，以及停用最後一劑藥物後幾個月內進行檢查，以發現是否有B型肝炎感染。此藥物的標籤上被主管機關要求加上與B型肝炎相關的黑框警告。

## 禁忌症
依法韋侖/拉米夫定/替諾福韋對以下患者禁用：
- 對本藥物任何成分有過敏反應史的個體（例如史蒂芬斯－強森症候群、多形性红斑（英语：Erythema multiforme）或中毒性皮炎）
- 與治療C型肝炎複方藥物艾爾巴韋格拉/格拉唑帕韋（英语：elbasvir/grazoprevir）聯合使用

## 與其他藥物交互作用
依法韋侖/拉米夫定/替諾福韋不得與其他抗反轉錄病毒藥物聯合用於治療愛滋病亞型HIV-1的感染。聯合使用可能會改變其他藥物的濃度，其他藥物也可能會改變本藥物的濃度。 在治療前和治療期間應考慮藥物交互作用的可能性。

## 應予注意的特定群體
- 個體應避免於使用藥物期間，或是停藥後12週內懷孕，胎兒可能會因此受到影響。
- 由於以母乳哺育方式餵養嬰兒可能會傳播愛滋病毒，建議個體停止如此做。
- 建議具有生育能力的女性及男性在用藥前採取妊娠實驗及避孕措施。

## 品牌
市面上銷售的品牌有Symfi及Symfi Lo等。

## 外部連結
- . Drug Information Portal. U.S. National Library of Medicine.   [2024-07-21]. （原始内容存档于2020-07-30）.
- . Drug Information Portal. U.S. National Library of Medicine.   [2024-07-21]. （原始内容存档于2020-04-17）.
- . Drug Information Portal. U.S. National Library of Medicine.   [2024-07-21]. （原始内容存档于2020-01-25）.
- . Drug Information Portal. U.S. National Library of Medicine.   [2024-07-21]. （原始内容存档于2019-06-28）.